# Liechtensteinisches Rotes Kreuz

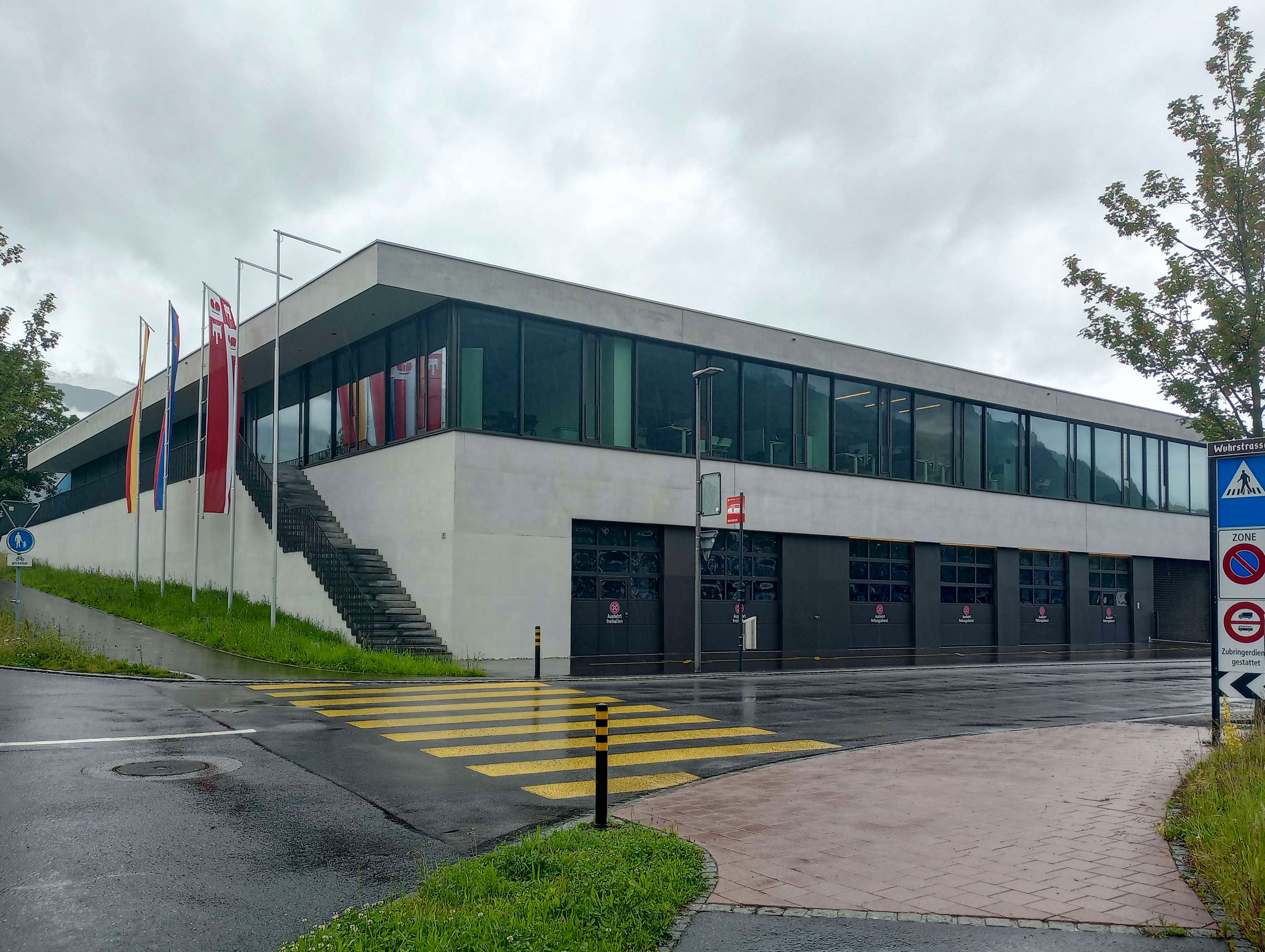
Der Hauptsitz des Liechtensteinischen Roten Kreuzes in Vaduz

Das Liechtensteinische Rote Kreuz (LRK) ist nach den Genfer Abkommen von 1949 die Nationale Rotkreuz-Gesellschaft im Fürstentum Liechtenstein und als solches Teil der Internationalen Rotkreuz- und Rothalbmond-Bewegung inklusive der Anerkennung ihrer sieben Grundsätze. Der Sitz ist in der Hauptstadt Vaduz.

## Geschichte
Das Liechtensteinische Rote Kreuz wurde am 30. April 1945 auf Initiative von Fürstin Gina von Liechtenstein gegründet.
 Es bezweckt in Zusammenarbeit mit dem Internationalen Komitee vom Roten Kreuz (IKRK) und der Internationalen Föderation der Rotkreuz- und Rothalbmond-Gesellschaften (IFRC) die Erfüllung humanitärer Aufgaben im Sinne der Grundsätze des Roten Kreuzes und stellt sich so in den Dienst Not leidender und hilfsbedürftiger Menschen, ohne Ansehen von Nationalität, Rasse, Glauben, Geschlecht, sozialer Stellung oder politischer Überzeugung.

## Präsidentinnen des LRK
| Zeitraum    | Präsidentin                          |
| ----------- | ------------------------------------ |
| 1945 – 1985 | Gina von Liechtenstein               |
| 1985 – 2015 | Marie Aglaë von und zu Liechtenstein |
| seit 2015   | Sophie von Liechtenstein             |

## Organisation
Das LRK ist heute die grösste Hilfsorganisation des Landes. Es hat rund 1000 Mitglieder.
Die Rechtsform ist ein Verein mit eigener Rechtspersönlichkeit im Sinne des liechtensteinischen Personen- und Gesellschaftsrechts (PGR).
Hilfsorganisationen des LRK sind die Samaritervereine in den Gemeinden (Vaduz, gegründet 1951; Schaan, gegründet 1952; Liechtensteiner Unterland, gegründet 1954; Balzers, gegründet 1961; Triesenberg, gegründet 1968; Triesen, gegründet 1972).

## Aufgaben
Der bekannteste Leistungsbereich des Liechtensteinischen Roten Kreuzes ist der Rettungsdienst, da das LRK mit diesem nach aussen am markantesten in Erscheinung tritt. Ebenfalls gehört zum Liechtensteinischen Roten Kreuz aber auch eine Abteilung für Mütter- und Väterberatung sowie das Kinderheim Gamander in Schaan.

### Rettungsdienst

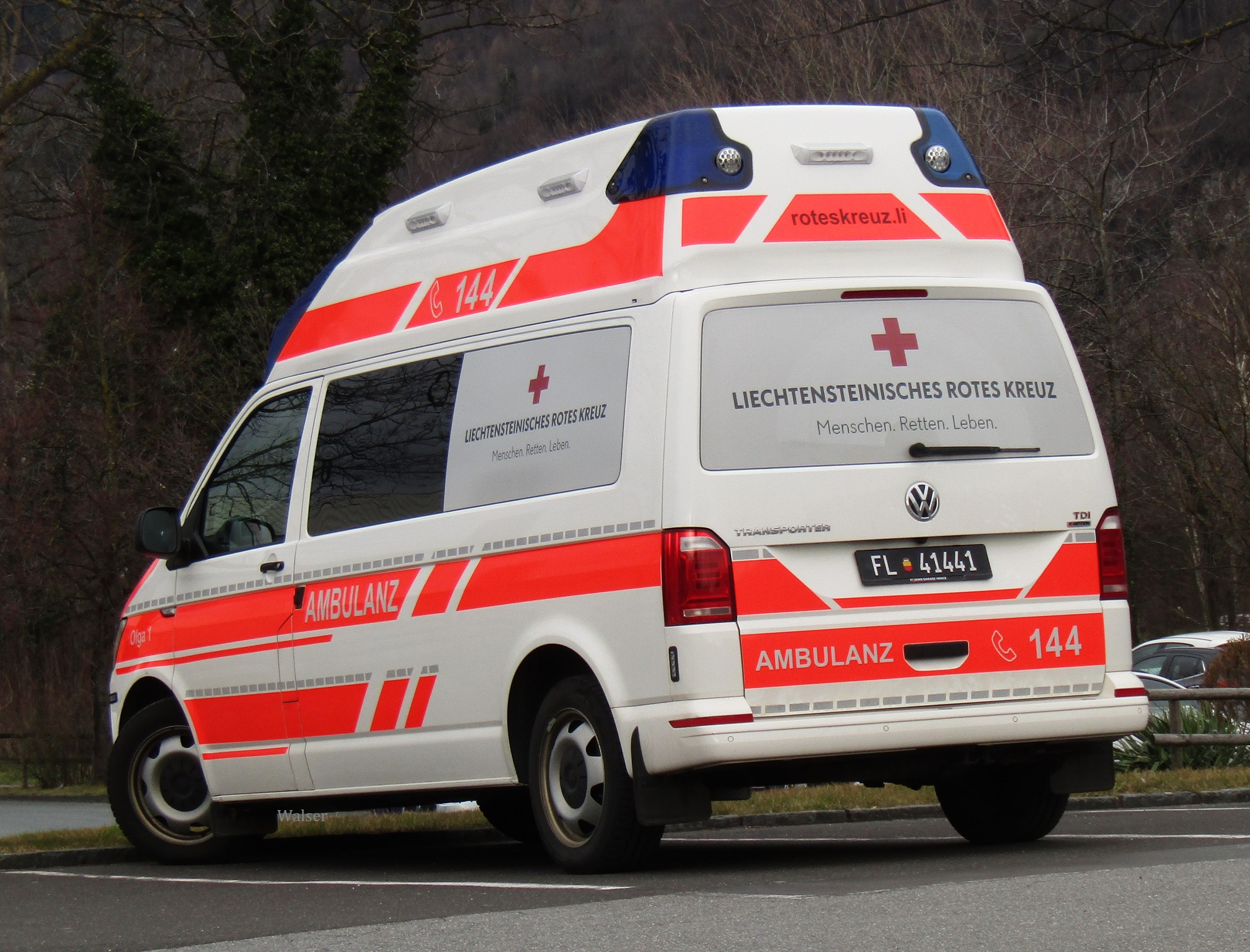
Einsatzfahrzeug Olga 1 des Liechtensteinischen Roten Kreuzes

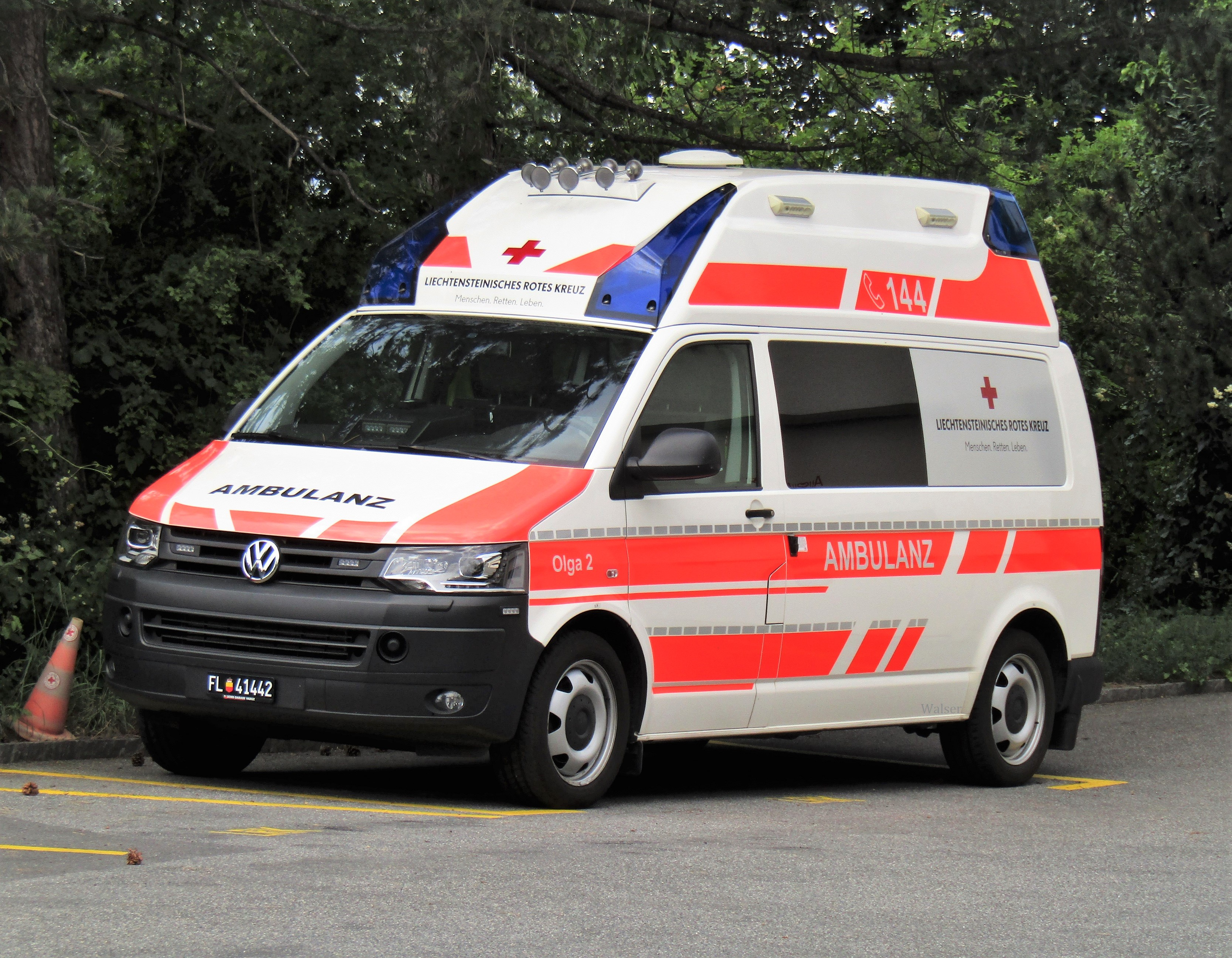
Einsatzfahrzeug Olga 2 des Liechtensteinischen Roten Kreuzes

Das LRK bietet seit 1955 Rettungsdiensttransporte flächendeckend in ganz Liechtenstein an. Das erste Fahrzeug wurde dank einer privaten Spende ermöglicht. Seit 1971 besteht ein Rettungsdienst im engeren Sinne, der am 2. Januar 1972 mit vier hauptamtlichen Sanitätern und freiwilligen Helfern aus den Samaritervereinen sowie zwei Rettungsfahrzeugen seine Arbeit aufgenommen hat. Seit April 2017 gibt es zwei Mannschaften für verschiedene Aufgaben. Die erste Mannschaft ist rund um die Uhr für Notfälle wie Verkehrsunfälle, Sportunfälle, medizinische Notfälle, Hilfeleistungen bei Krankheit und Unfällen etc. einsatzbereit. Die zweite Mannschaft führt auf Anmeldung planbare Sekundärtransporte durch, wozu u. a. Liegendtransporte, Verlegungen, Transporte für spezielle diagnostische Untersuchungen in medizinischen Zentren etc. gehören. Über 90 % der Rettungsdiensttransporte werden vom LRK selbst ausgeführt, der Rest durch Partner.
Der Begriff Rettungsdienst beschreibt Leistungen der Notfallrettung und des Krankentransportes. Die Notfallrettung wird zusätzlich unterteilt in die ärztliche Notfallrettung (Notarzt, bereitgestellt vom Liechtensteinischen Landesspital) und die nicht-ärztliche Notfallrettung. Die Aufgaben in der Notfallrettung sind die Versorgung, Betreuung und Transport von Notfallpatienten. Krankentransporte werden unterteilt in qualifizierte und einfache Krankentransporte. Die Aufgaben im Krankentransport sind die Versorgung, Betreuung und Transport von Patienten (keine Notfallpatienten).
Die Notrufnummer 144 für die Alarmierung des Rettungsdienstes ist neu seit Oktober 2017 in einer gemeinsamen Einsatzzentrale bei der Landespolizei untergebracht. Davor lief die Notrufkoordination über die Koordinationsstelle des Liechtensteinischen Landesspitals.
Die Kosten für den Rettungsdienst werden durch Beiträge des Landes, Leistungsvergütungen von Krankenkassen und Versicherungen sowie durch private Spenden getragen. Zugunsten des Rettungsdienstes wird auch jährliche eine Weihnachtskartenaktion durchgeführt.
Jährlich werden zwischen 1400 und 1500 Einsätze im Rettungsdienst durchgeführt (durchschnittlich 4 Einsätze pro Tag).

### Mütter- und Väterberatung
Bereits seit dem 1. November 1946 bestand eine sog. Säuglingsfürsorge, heutzutage unter dem Namen Mütter- und Väterberatung (MVB). Angeboten werden aktuell telefonische Beratungen für Eltern, Hausbesuche und Gespräche bei den Beratungsstellen in den Gemeinden für Kinder in den ersten fünf Lebensjahren.

### Haus Gamander
Das Liechtensteinische Rote Kreuz hat in einem kleinen Einfamilienhaus in Triesen 1956 ein Heim für Kinder eröffnet. Dieses Heim dient der Unterstützung der Familien, bei denen Kinder für kürzere oder längere Zeit nicht in ihren Familien leben können. Das Kinderheim wurde 1965 nach Schaan verlegt (Kinderheim Gamander). Seit 1992 werden im Kinderheim Gamander Kinder aus Kriegs- und Krisengebieten zu einem Erholungsaufenthalt eingeladen und betreut. Ab März 2022 ist es ein Haus für Schutzsuchende aus der Ukraine. Deshalb wurde der Name in „Haus Gamander“ geändert.

### Blutspendedienst
Die Blutspendeaktionen in Liechtenstein werden seit 1953 von den örtlichen Samaritervereinen in Zusammenarbeit mit dem Blutspendedienst Vorarlberg des Österreichischen Roten Kreuz durchgeführt.

### Sicherheit bei Veranstaltungen
Speziell für Veranstaltungen bietet das LRK über die örtlichen Samaritervereine auch Ambulanzdienste an. Dafür werden je nach Grösse der jeweiligen Veranstaltung eine entsprechende Anzahl an Sanitätern und sanitätsdienstlichen Einrichtungen zur Verfügung gestellt.